# Oxira nigra
Oxira nigra là một loài bướm đêm trong họ Noctuidae.